# Румока (Млавський повіт)
Румока (пол. Rumoka) — село в Польщі, у гміні Ліповець-Косьцельний Млавського повіту Мазовецького воєводства.
Населення — 337 осіб (2011).
У 1975-1998 роках село належало до Цехановського воєводства.

## Демографія
Демографічна структура станом на 31 березня 2011 року:
|          | Загалом | Допрацездатний вік | Працездатний вік | Постпрацездатний вік |
| -------- | ------- | ------------------ | ---------------- | -------------------- |
| Чоловіки | 166     | 35                 | 112              | 19                   |
| Жінки    | 171     | 35                 | 92               | 44                   |
| Разом    | 337     | 70                 | 204              | 63                   |